# Doulatabad (Iran)
Doulatabad – wieś w Iranie, w ostanie Azerbejdżan Zachodni, w szahrestanie Mijandoab. W 2006 roku liczyła 470 mieszkańców.